# Masakra w Nong Bua Lamphu
Strzelanina w Nong Bua Lamphu – strzelanina, która wydarzyła się w dniu 6 października 2022 roku w żłobku w dystrykcie Na Klang w Tajlandii. Uzbrojony szaleniec wtargnął z bronią do żłobka i zastrzelił 36 osób, w tym 24 dzieci, po czym popełnił samobójstwo. Była to największa masakra szkolna popełniona przez jedną osobę w historii, przewyższając masakrę w Virginia Tech w Stanach Zjednoczonych, gdy zginęły 32 osoby i sprawca.

## Przebieg
W dniu ataku, około 11:24, sprawca ataku odjechał swoim pojazdem sprzed mieszkania w kierunku pobliskiej miejscowości, w której znajdowało się zaatakowane później przez niego przedszkole. Strzelanina wydarzyła się w okresie po tym gdy dzieci miały przerwę na posiłek w żłobku, około 12:50 czasu lokalnego. Uzbrojony w pistolet kaliber 9mm napastnik wtargnął do przedszkola i zaczął strzelać w tłum dzieci i wychowawców. Najpierw zastrzelił dwóch przypadkowych przechodniów przed przedszkolem, a następnie 3 członków personelu, w tym ciężarną nauczycielkę, po czym wtargnął do klasy. Kilku pracownikom udało się uciec z miejsca masakry. Niektórzy świadkowie pomylili odgłosy wystrzałów z odgłosem fajerwerków.
Sprawca następnie chodził po przedszkolu i okolicznych budynkach administracyjnych i strzelał do dzieci i dorosłych. Po tym gdy wszedł do klasy, zaczął atakować nożem śpiące tam dzieci, po czym dobijać je strzałami z broni palnej. W przedszkolu sprawca zamordował 22 dzieci, w tym 19 chłopców i 3 dziewczynki, ciało innego dziecka wraz z osobą dorosłą znaleziono w okolicznym budynku administracyjnym.
Sprawca następnie odjechał z miejsca zdarzenia za pomocą swojego pojazdu. Na zewnątrz przedszkola i w okolicznych miejscowościach oddawał strzały do ludzi, zabijając 7 osób. Wjechał także samochodem w 3 osoby, zabijając jedną z nich. Po tym gdy sprawca dojechał do domu, podpalił swój pojazd, który spłonął. Łącznie 11 osób zginęło w okolicach przedszkola, zarówno na jego terenie, poza jego terenem na pobliskich ulicach, a także w domu sprawcy, który strzelał po wybiegnięciu z przedszkola do przechodniów i członków własnej rodziny. Po masakrze pojechał do domu gdzie zastrzelił własną żonę i dziecko, a następnie popełnił samobójstwo.

## Ofiary strzelaniny
W wyniku masakry zginęło łącznie 37 osób, w tym 24 dzieci. Ofiary śmiertelne były w wieku od 3 do 69 lat. Następne 10 osób zostało rannych, w tym wiele bardzo ciężko. Większość osób, w tym dzieci, zginęło od ran zadanych nożem i równocześnie strzałów z broni, co sugeruje, że napastnik zadawał ciosy najpierw nożem, a później dobijał rannych strzałami.

## Sprawca
Sprawcą masakry był 34-letni Panya Khamrab, były policjant zwolniony ze służby. Wcześniej studiował prawo na jednym z lokalnych uniwersytetów.
Napastnik był uzależniony od narkotyków od czasów gdy uczęszczał do szkoły średniej i posiadał z tego powodu problemy z funkcjonowaniem w społeczeństwie. Został zwolniony ze służby w policji w 2021 roku za wykroczenia związane z narkotykami. W styczniu 2022 roku został aresztowany za przemyt metamfetaminy. Sprawca wcześniej w dniu masakry uczestniczył w rozprawie sądowej w sprawie przestępstw narkotykowych, które miał popełnić.
Motyw napastnika nie jest znany, ale w opinii miejscowych służb sprawca posiadał poważne problemy rodzinne i finansowe, a także był uzależniony od narkotyków. Po zwolnieniu ze służby w policji ubiegał się o pracę w miejscowej administracji, ale został odrzucony; budynek administracji okolicznych władz znajdował się tuż przy przedszkolu, w którym sprawca dokonał masakry. Napastnik już wcześniej odznaczał się agresywnym zachowaniem, m.in. strzelał do zwierząt ze służbowej broni palnej i groził kolegom ze służby. Kłócił się także z żoną, którą podejrzewał o zdradę, a także z władzami przedszkola, w którym dokonał masakry ponieważ skarżył się na to, że jego syn jest tam prześladowany przez inne dzieci. Sprawca miał być też wyzywany i prześladowany przez okolicznych mieszkańców wraz z jego żoną z bliżej nieokreślonych przyczyn.

## Reakcje
Chwilę po masakrze w okolicy zjawiły się znaczące siły policji i wojska, które rozkazały mieszkańcom unikanie okolic przedszkola i zarządziły poszukiwania sprawcy masakry. W okolicy pojawiło się także dużo karetek pogotowia i służb medycznych, ale bezpośrednio po ataku nie podano dokładnej liczby osób rannych, które przeżyły. Na miejsce ściągnięto także specjalistyczną jednostkę policji Arintaraj 26 i siły wojskowe.
Premier Tajlandii Prayuth Chan-ocha złożył kondolencje rodzinom zabitych i nazwał zdarzenie szokującym. Kondolencje ludziom w Tajlandii złożyli także m.in. brytyjska premier Liz Truss i australijski premier Anthony Albanese. Strzelaninę potępiła także organizacja UNICEF, wyrażając zaniepokojenie wzrostem ataków na szkoły na całym świecie w ostatnich latach, apelując do władz kraju Tajlandii o zapewnienie bezpieczeństwa w szkołach, i podkreślając, że przedszkola powinny być bezpieczne dla dzieci.